# Central Canada Hockey League
Central Canada Hockey League, CCHL, är en juniorishockeyliga som är baserat i den kanadensiska provinsen Ontarios östra del. Den är för manliga ishockeyspelare som är mellan 16 och 21 år gamla. Ligan är sanktionerad av både Hockey Canada och Hockey Eastern Ontario. CCHL har sedan 2015 en utvecklingsliga i Eastern Ontario Junior Hockey League.

## Historik
Den grundades 1961 som Ottawa-Hull & District Junior Hockey League av den kanadensiska ishockeyorganisationen Montreal Canadiens i National Hockey League (NHL), syftet var att Canadiens ville ha den som en utvecklingsliga för unga spelare. Tre år senare bytte man namn till Central Junior A Hockey League efter att Canadiens tillät att Chicago Blackhawks-finansierade Brockville Braves fick ansluta sig. Ligan hette det under de efterföljande 45 åren. 1967 förbjöd NHL sina medlemsorganisationer att ha intressen i juniorhockey på grund av att de hade introducerat ett draftsystem några år tidigare via NHL:s amatördraft. 2009 valde man att ta bort A från liganamnet och året efter byttes det till ett nytt namn i Central Hockey League. Sedan 2011 använder man sig av det nuvarande namnet.

## Lagen

### Nuvarande
Källa: 
| Robinson Division - Brockville Braves - Carleton Place Canadians - Kemptville 73's - Pembroke Lumber Kings - Renfrew Wolves - Smiths Falls Bears | Yzerman Division - Cornwall Colts - Hawkesbury Hawks - Navan Grads - Nepean Raiders - Ottawa Jr. Senators - Rockland Nationals |

### Tidigare
Ett urval av lag som har tidigare spelat i CCHL.
| - Arnprior Legion - Arnprior Packers - Arnprior Rams - Brockville Ramblers - Buckingham Beavers - Castors de Hull - Cornwall Royals - Cumberland Grads - Eastview Astros - Eastview Primrose - Éperviers de Hull - Festivals de Hull - Gatineau Actionaires - Gloucester Rangers | - Hawkesbury Royals - Kanata Lasers - Orleans Blues - Ottawa Capitals - Ottawa M&W Rangers - Ottawa Metros - Ottawa Montagnards - Pembroke C and A's - Pembroke Ironmen - Pembroke Royals - Rockland Nationals - Thurso Lions - Volant de Hull |

## Mästare
Samtliga lag som har vunnit Art Bogart Cup som ges ut till det vinnande laget av CCHL:s slutspel.
| - 1961–1962: Ottawa Montagnards - 1962–1963: Ottawa Montagnards - 1963–1964: Hull Hawks - 1964–1965: Smiths Falls Bears - 1965–1966: Cornwall Royals - 1966–1967: Cornwall Royals - 1967–1968: Cornwall Royals - 1968–1969: Hull Beavers - 1969–1970: Ottawa M&W Rangers - 1970–1971: Ottawa M&W Rangers - 1971–1972: Smiths Falls Bears - 1972–1973: Pembroke Lumber Kings - 1973–1974: Smiths Falls Bears - 1974–1975: Smiths Falls Bears - 1975–1976: Rockland Nationals - 1976–1977: Pembroke Lumber Kings - 1977–1978: Pembroke Lumber Kings - 1978–1979: Hawkesbury Hawks - 1979–1980: Hawkesbury Hawks - 1980–1981: Gloucester Rangers | - 1981–1982: Pembroke Lumber Kings - 1982–1983: Ottawa Senators - 1983–1984: Pembroke Lumber Kings - 1984–1985: Pembroke Lumber Kings - 1985–1986: Brockville Braves - 1986–1987: Pembroke Lumber Kings - 1987–1988: Pembroke Lumber Kings - 1988–1989: Pembroke Lumber Kings - 1989–1990: Hawkesbury Hawks - 1990–1991: Hawkesbury Hawks - 1991–1992: Kanata Valley Lasers - 1992–1993: Ottawa Jr. Senators - 1993–1994: Gloucester Rangers - 1994–1995: Cornwall Colts - 1995–1996: Cornwall Colts - 1996–1997: Kanata Valley Lasers - 1997–1998: Brockville Braves - 1998–1999: Hawkesbury Hawks - 1999–2000: Cornwall Colts - 2000–2001: Cornwall Colts | - 2001–2002: Ottawa Jr. Senators - 2002–2003: Nepean Raiders - 2003–2004: Nepean Raiders - 2004–2005: Hawkesbury Hawks - 2005–2006: Hawkesbury Hawks - 2006–2007: Pembroke Lumber Kings - 2007–2008: Pembroke Lumber Kings - 2008–2009: Pembroke Lumber Kings - 2009–2010: Pembroke Lumber Kings - 2010–2011: Pembroke Lumber Kings - 2011–2012: Nepean Raiders - 2012–2013: Cornwall Colts - 2013–2014: Carleton Place Canadians - 2014–2015: Carleton Place Canadians - 2015–2016: Carleton Place Canadians - 2016–2017: Carleton Place Canadians - 2017–2018: Ottawa Jr. Senators - 2018–2019: Ottawa Jr. Senators |

## Spelare

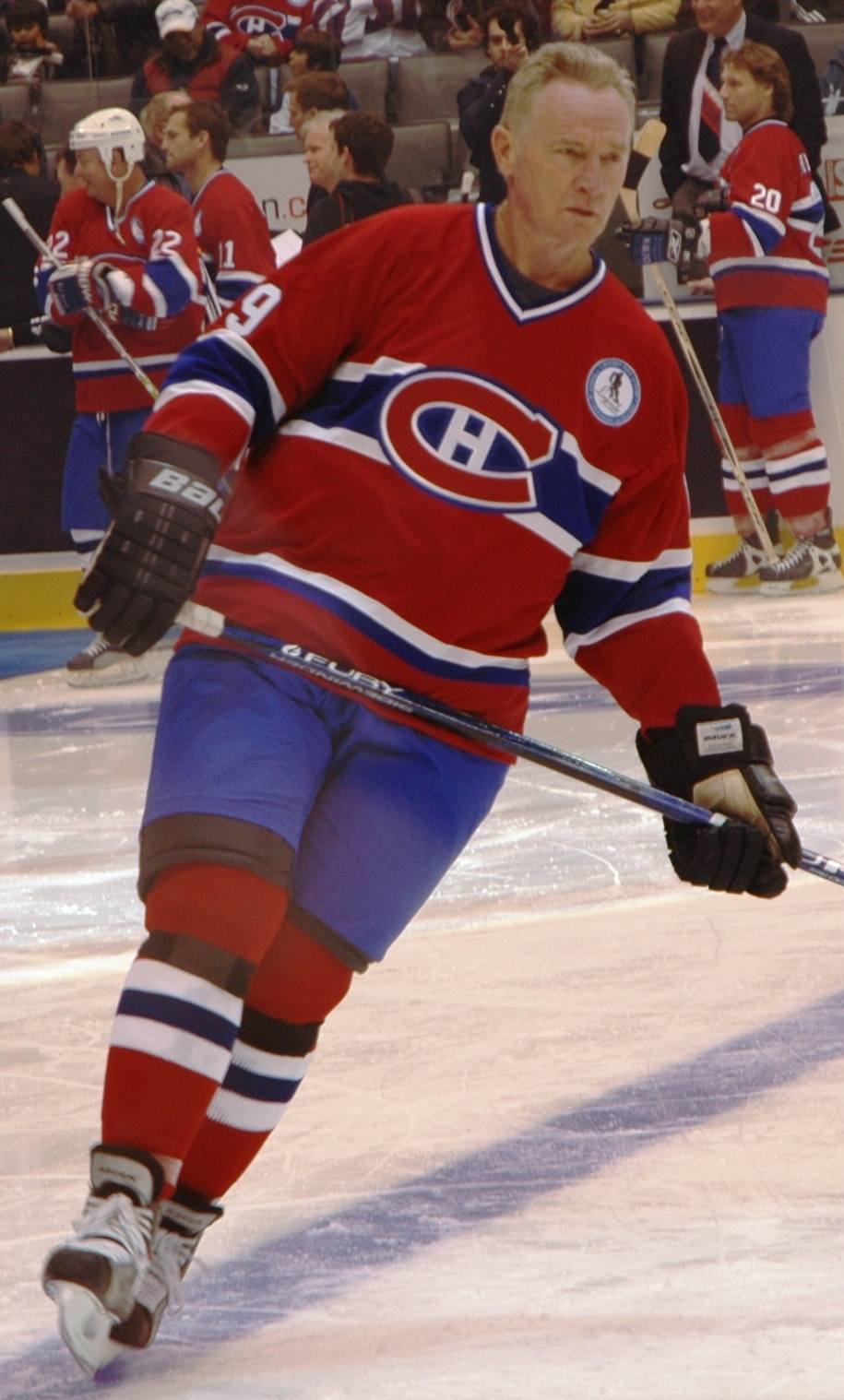
Larry Robinson.

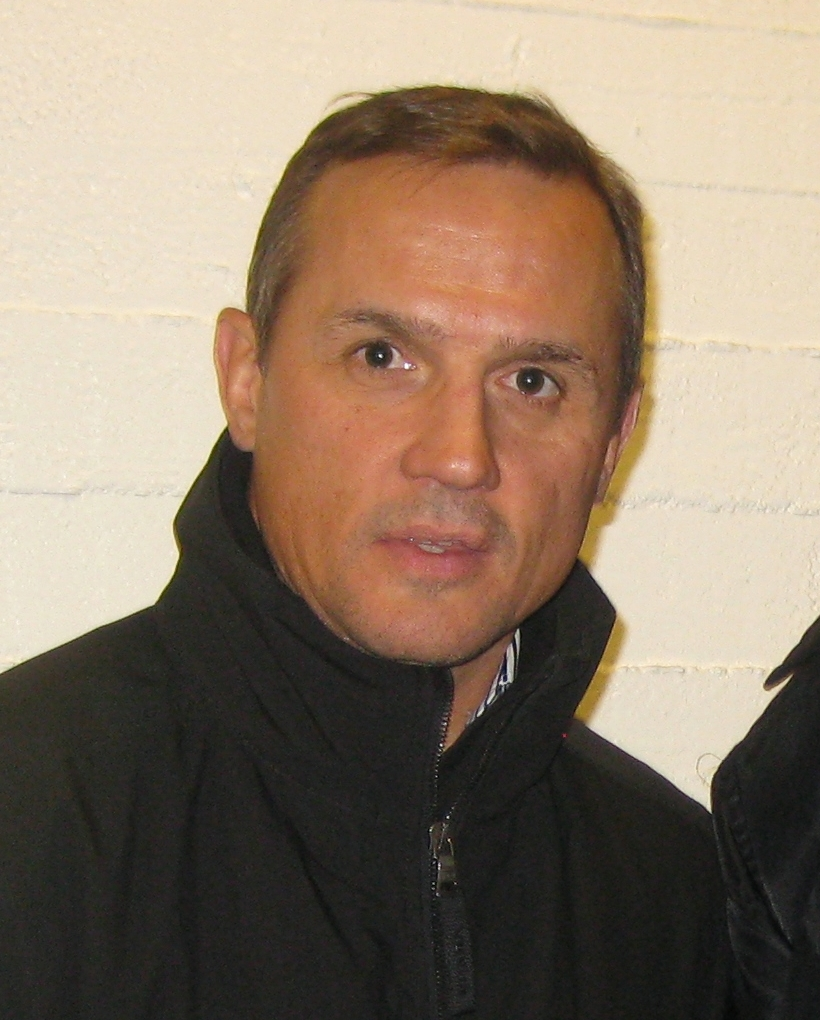
Steve Yzerman.

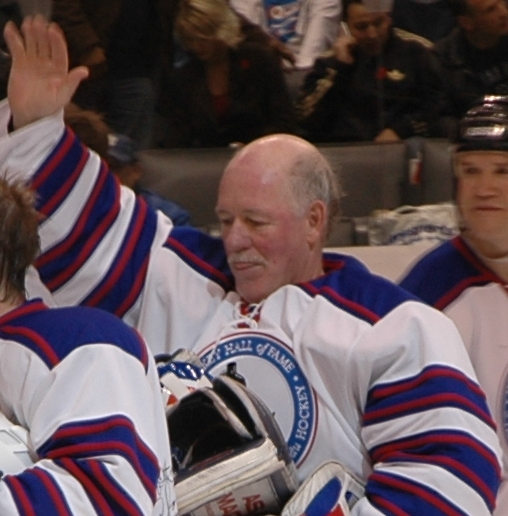
Billy Smith.

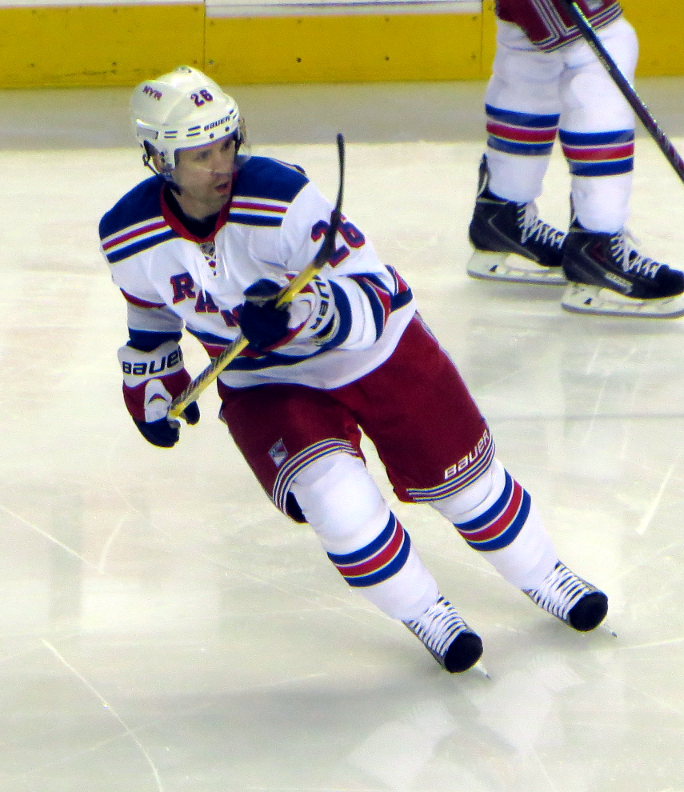
Martin St. Louis.

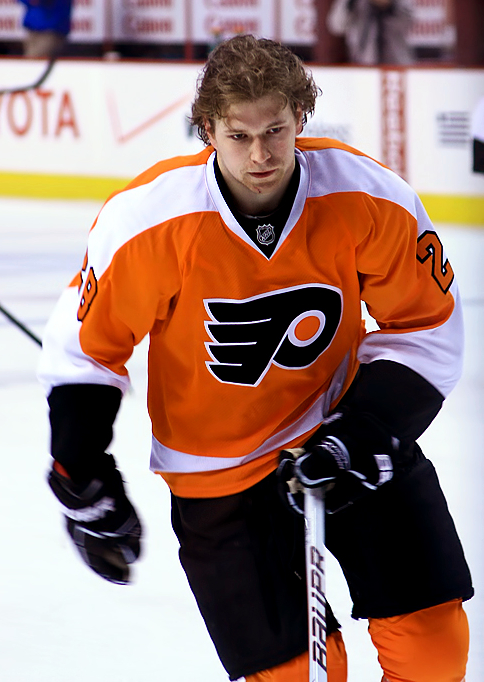
Claude Giroux.

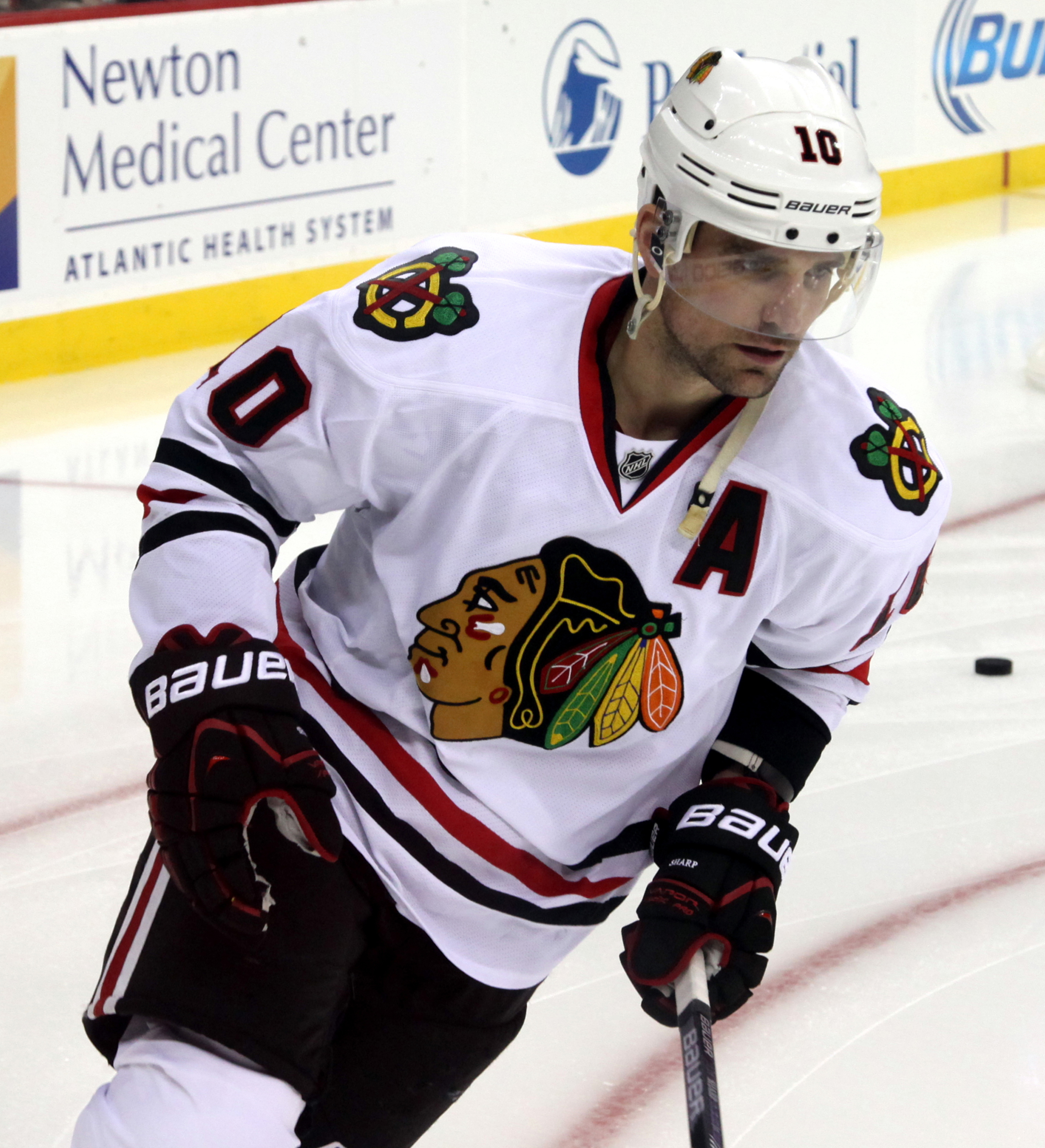
Patrick Sharp.

Ett urval av ishockeyspelare som har spelat en del av sina ungdomsår i ligan.
| Målvakter - Fred Brathwaite - Yann Danis - Robert Esche - Jimmy Howard - Darren Pang - Billy Smith - Danny Taylor - Wayne Thomas - Stephen Valiquette | Backar - Adrian Aucoin - Cam Barker - Fred Barrett - John Barrett - Brendan Bell - Mark Borowiecki - Dan Boyle - Daniel Brickley - Jeff Brown - Matt Carkner - Terry Carkner - Trevor Carrick - Jeff Chychrun - Grant Clitsome - Mathieu Dandenault - Calvin De Haan - Joe DiPenta - Jerry Dupont - Dave Ellett - Mark Fraser - Garry Galley - Todd Gill - Joel Hanley - Kent Huskins - Ben Hutton - Ryan Johnston - Jim Kyte - Randy Ladouceur - Ryan Lasch - Ralph MacSweyn - Evan McEneny - Dan McGillis - Julian Melchiori - Marc Methot - Terry Murray - Sean O’Donnell - Steve Poapst - Jean Potvin - Joe Reekie - Dan Renouf - Luke Richardson - Jamie Rivers - Larry Robinson - Gord Smith - Aaron Ward - MacKenzie Weegar - Jason York | Forwards - Jason Akeson - Derek Armstrong - Jamie Baker - Nicholas Baptiste - Kyle Baun - Eric Beaudoin - Michael Blunden - Jesse Boulerice - Matt Bradley - Matt Carey - Dean DeFazio - Shean Donovan - Blake Dunlop - Ben Eager - Mike Eastwood - Mike Eaves - Remi Elie - Tyler Gaudet - Stewart Gavin - Claude Giroux - Josh Jooris - Pat Kavanagh - Chad Kilger - Ryan Kuffner - Guy Larose - Claude Loiselle - Ryan Lomberg - Mark Mancari - Jon Matsumoto - Sandy McCarthy - Kent McDonell - Brock McGinn - Ken McRae - Griffen Molino - Jim Montgomery - Eric O’Dell - Gino Odjick - Matthew Peca - Éric Perrin - Randy Pierce - Benoît Pouliot - Darroll Powe - Buddy Robinson - Martin St. Louis - Martin St. Pierre - Rod Schutt - Eric Selleck - Ben Sexton - Patrick Sharp - Ray Sheppard - Wayne Simmonds - P.J. Stock - Max Véronneau - Peter White - Todd White - Jesse Winchester - Stéphane Yelle - Tim Young - Steve Yzerman - Rod Zaine - Dainius Zubrus |